# Stephan Beckenbauer
Stephan Beckenbauer (München, 1 december 1968 – aldaar, 1 augustus 2015) was een Duits profvoetballer.

## Clubcarrière
Beckenbauer begon zijn carrière in 1986 bij de amateurs van Bayern München. In 1988 verhuisde hij naar TSV 1860 München. Twee seizoenen later ging hij voor twee jaar naar Kickers Offenbach. Hierna volgde 1 seizoen FC Grenchen. Tussen 1992 en 1994 speelde hij voor 1. FC Saarbrücken om vervolgens terug te keren naar de amateurs van Bayern München waar hij zijn carrière in 1997 afsloot.
Beckenbauer overleed in 2015 aan een hersentumor op 46-jarige leeftijd. Hij was de zoon van Franz Beckenbauer.